# Paul C. Petrescu
Paul C. Petrescu (n. 18 ianuarie 1915, București – d. 4 martie 1977, București) a fost un fizician român, membru titular (din 1974) al Academiei Române.